# Thanatos
Trong thần thoại Hy Lạp, Thanatos (/ˈθænətɒs/; tiếng Hy Lạp cổ: Θάνατος, phát âm trong phát âm tiếng Hy Lạp: [tʰánatos] "Cái chết", từ θνῄσκω thnēskō "chết, được chết") là sự nhân cách hóa cái chết. Ông là một nhân vật nhỏ trong thần thoại Hy Lạp, thường được nhắc đến nhưng hiếm khi xuất hiện trong mắt của người bình thường.

## Trong thần thoại và thơ ca
Nhà thơ Hy Lạp Hesiod đã viết trong tập thơ Theogony của mình rằng Thanatos là con trai của Nyx (Màn đêm) và Erebus (Bóng tối) và anh em sinh đôi của Hypnos (Giấc ngủ).
Homer trước đó đã mô tả rằng Hypnos và Thanatos là anh em sinh đôi trong bài thơ sử thi Iliad của mình, nơi họ nhận lệnh từ Zeus qua Apollo nhanh chóng đưa người anh hùng đã hi sinh Sarpedon đến quê hương Lycia của anh ta.
"(...) then [Apollo] give him (Sarpedon) into the charge of swift messengers to carry him, of Sleep and Death, who are twin brothers, and these two shall lay him down presently within the rich countryside of broad Lykia. (...) "

Tạm dịch: 
"Sau đó (Apollo) giao anh ta (Sarpedon) tới tận tay các sứ giả nhanh nhẹn Giấc ngủ (Hypnos) và Cái Chết (Thanatos), hai anh em sinh đôi, lệnh mang anh ta đi, và hai người họ sẽ đặt anh ta xuống vùng nông thôn phì nhiêu, rộng lớn Lycia."

Tính cách của vị thần được Hesiod nêu lên trong đoạn sau trong Theogony:
" (...) And there the children of dark Night have their dwellings, Sleep and Death, awful gods. The glowing Sun never looks upon them with his beams, neither as he goes up into heaven, nor as he comes down from heaven. 
And the former of them roam peacefully over the earth, and the sea's broad back and is kindly to men; 
but the other has a heart of iron, and his spirit within him is pitiless as bronze: 
whomsoever of men he has once seized he holds fast: 
and he is hateful even to the deathless gods. (...) "

Tạm dịch: 
"Và đó là nơi những đứa con của Đêm tối ở, Giấc ngủ và Cái chết, những vị thần khủng khiếp. Mặt trời rực rỡ không bao giờ nhìn họ với những tia sáng, chẳng phải khi lên thiên đàng, cũng không phải lúc từ thiên đàng hạ xuống. Một người rong ruổi yên bình trên mặt đất với biển cả rộng lớn, và tử tế với con người; còn người kia có một trái tim như sắt, và tâm tính tàn bạo như đồng: bất kỳ ai từng bị bắt đều bị hắn trói chặt, và hắn bị ghét bởi ngay cả những vị thần bất tử."

Một đoạn của Alcaeus, một nhà thơ trữ tình Hy Lạp của thế kỷ thứ 6 trước Công nguyên, đề cập đến chuyện này:
"Vua Sisyphos, con trai của Aiolos, người khôn ngoan nhất, vì coi như rằng ông đã từng làm chủ được Thanatos; nhưng bất chấp sự mưu mẹo của mình, ông phải vượt qua Akheron hai lần theo số phận định mệnh." 

Sisyphus, con trai của Aiolos còn hơn cả một nhân vật trần thế: đối với người phàm, Thanatos thường có số phận không thể tha thứ, nhưng anh ta chỉ bị áp đảo thành công, bởi anh hùng huyền thoại Heracles. Thanatos được giao nhiệm vụ lấy linh hồn của Alkestis, người đã hiến mạng sống của mình để đổi lấy sự sống tiếp tục của chồng cô, Vua Admetos của Pherai. Heracles là một vị khách danh dự trong Nhà Admetos vào thời điểm đó, và ông đề nghị trả ơn sự hiếu khách của nhà vua bằng cách chiến đấu với chính Thần chết vì cuộc sống của Alkestis. Khi Thanatos lên ngôi từ Hades để chiếm lấy Alkestis, Heracles nhảy lên (sprung upon) người thần và chế ngự ông ta, giành quyền có được Alkestis hồi sinh. Thanatos bỏ trốn, lừa đảo con mồi (quarry) của mình.
Euripides, trong Alcestis:
"Thanatos: Nói nhiều. Nói chuyện sẽ giúp bạn không có gì. Tất cả đều giống nhau, người phụ nữ đi cùng tôi đến nhà của Hades. Tôi đi để đưa cô ấy ngay bây giờ và hiến dâng cô ấy bằng thanh kiếm của mình, vì tất cả những người có mái tóc được cắt tận hiến bởi cạnh lưỡi kiếm này được dành cho các vị thần bên dưới." 

## Trong nghệ thuật

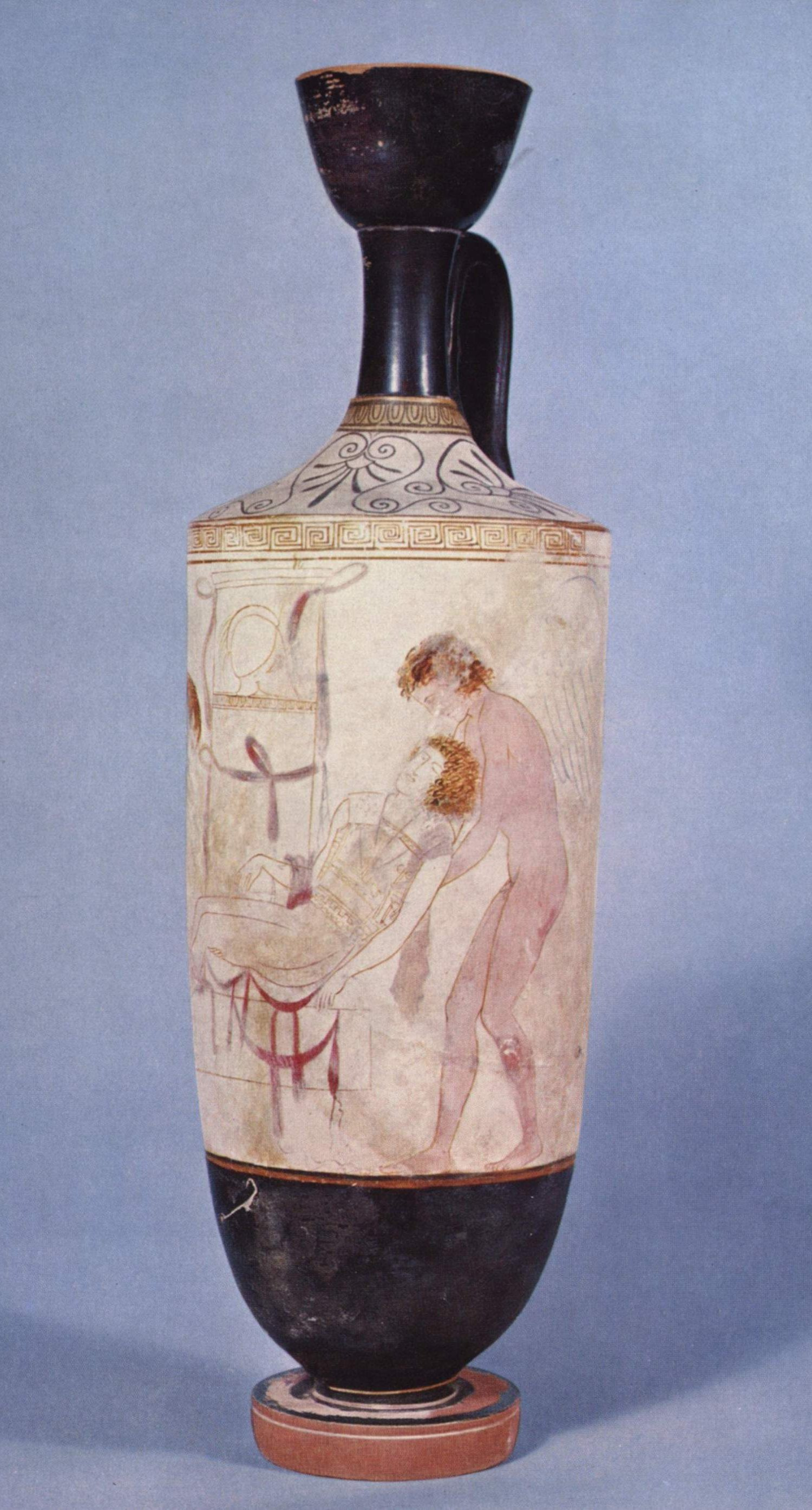
Hypnos và Thanatos mang xác Sarpedon từ chiến trường thành Troia; chi tiết từ một lekythos mặt đất trắng, ca. 440 trước Công nguyên.

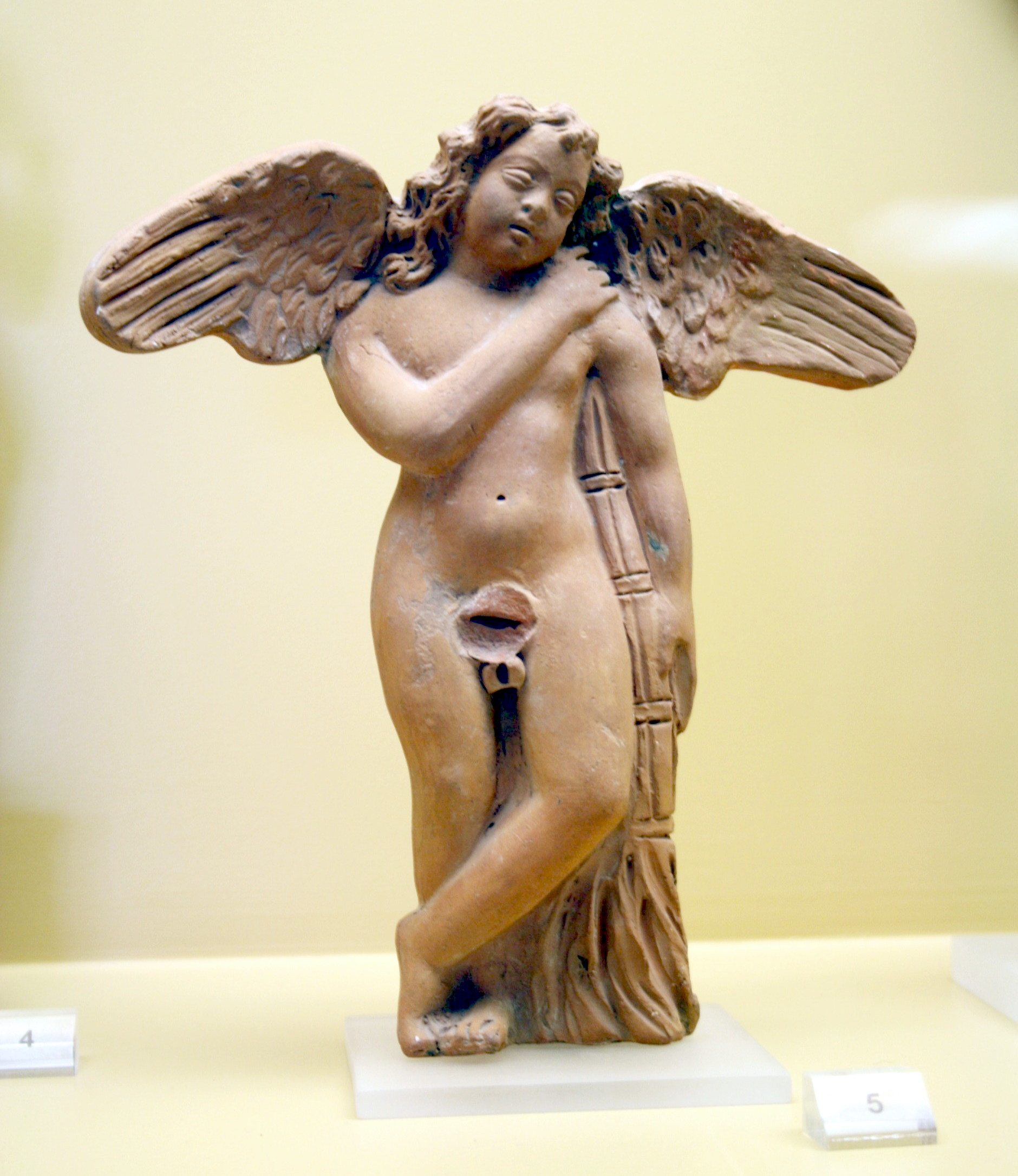
Eros Thanatos có cánh, với ngọn đuốc đảo ngược và bắt chéo chân (thế kỷ thứ 3 trước Công nguyên, Stoa of Attalus, Athens)

## Liên hệ với các văn hóa khác
Nói chính xác hơn ông chính là hình tượng thần chết cầm trên tay lưỡi hái bạc đến đón linh hồn người chết về với địa phủ trong nhiều tôn giáo. Tương tự với thần Anubis của Ai Cập hay Hắc Bạch Vô Thường của Trung Hoa.